# HSG Wetzlar
A Handball-Spielgemeinschaft Wetzlar (HSG Wetzlar) férfi kézilabdacsapat Wetzlarban. Összesen 1 bajnoki címük van a Bundesligában.

## Sikerei
- EHF-kupagyőztesek Európa-kupája: 1-szeres döntős

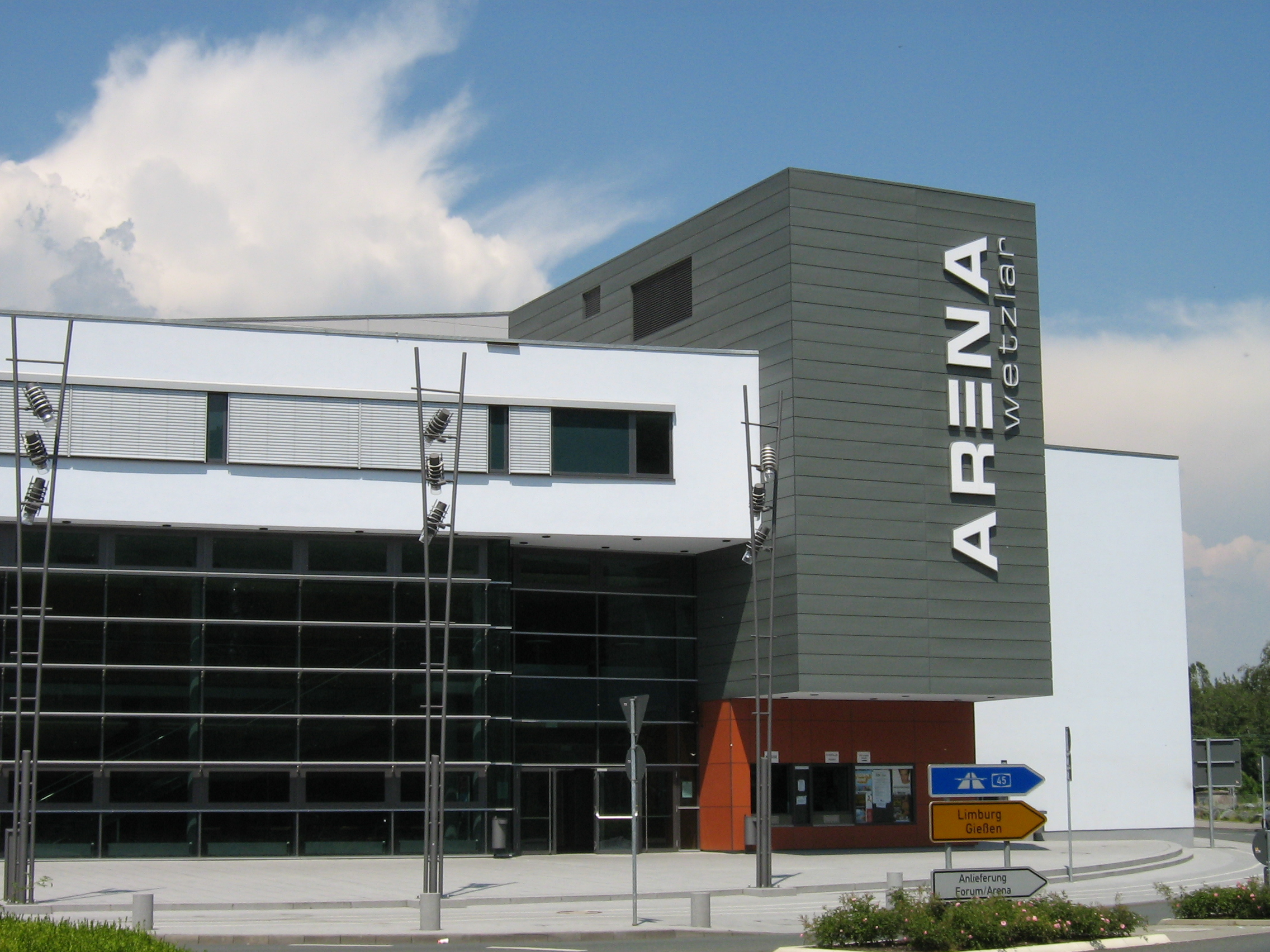
Rittal Arena

  - 1997/98

## Külső hivatkozások
- HSG Wetzlar